# Aristide Verneuil
Aristide Auguste Stanislas Verneuil, född 29 september 1823 i Paris, död 11 januari 1895, var fransk kirurg.
Verneuil blev professor i kirurgisk patologi 1868 och var 1872–1892 chef för den kirurgiska kliniken vid Hôpital de la Pitié i Paris. Han utgav bland annat Mémoires de chirurgie (1877–82). Han blev ledamot av Institut de France 1888.